# Albino Zeni
Albino Zeni (Piraquara, 13 de junho de 1917 – 12 de março de 2006) foi um médico e político brasileiro.

## Vida
Filho de Gaspar Zeni e de Domingas Guckert Zeni. Diplomado em medicina pela Universidade Federal do Paraná.

## Carreira
Foi deputado à Assembleia Legislativa de Santa Catarina na 4ª legislatura (1959 — 1963).
Foi deputado à Câmara dos Deputados na 42ª legislatura (1963 — 1967), na 43ª legislatura (1967 — 1971), na 44ª legislatura (1971 — 1975), e na 45ª legislatura (1975 — 1979).